# Luigi Ricci
Luigi Ricci (Nàpols, 8 de juliol de 1805 - Praga, 31 de desembre de 1859) fou un compositor italià, famós sobretot com a operista. El seu fill Luigino Ricci (1852-1906) també fou un compositor de força anomenada.
Ricci residí a Trieste força temps on practicà la docència, tenint entre els seus alumnes predilectes a la soprano Elisabetta Barbato i Alberto Randegger, que després seria compositor i director d'orquestra i també professor de cant.

## Òperes
- L'impresario in angustie (Nàpols, 1822)
- La cena frastornata (Nàpols, 1824)
- Il sogno avverato (amv D. Pogliani-Gagliardi i probablement N. Zingarelli, Nàpols, 1825)
- L'abbate Taccarella, ovvero Aladino (Nàpols, 1825; també s'estrenà com La gabbia de' matti, Poeta Taccarella, etc.)
- Il diavolo condannato nel mondo a prender moglie (també s'estrenà come Il diavolo mal sposato, 1826 o Nàpols, 1827)
- La lucerna di Epitteto (Nàpols, 1827)
- Ulisse in Itaca (Nàpols, 1828)
- Il Colombo (Parma, 1829)
- Amina, ovvero L'orfanella di Ginevra (Roma, 1829)
- Il sonnambulo (Roma, 1829)
- Fernando Cortez, ovvero L'eroina del Messico (Roma, 1830)
- Annibale in Torino (Torí, 1830)
- La neve (Milà, 1831)
- Chiara di Rosemberg (La Scala, Milà, 1831; també s'estrenà com a Chiara di Montalbano a França, 1835)
- Il nuovo Figaro (Parma, 1832)
- I due sergenti (Milà, 1833)
- Un'avventura di Scaramuccia (Milà, 1834)
- Gli esposti, ovvero Eran due or son tre (Venècia, 1834; també I figli esposti)
- Chi dura vince, ovvero La luna di miele (Roma, 1834) (revisada per Federico Ricci com La petite comtesse, 1876);
- La serva e l'ussero (Pavia, 1835)
- Il colonello (con Federico Ricci), 1835), també s'estrenà come La donna colonello;
- Il disertore per amore (con Federico Ricci), 1836)
- Le nozze di Figaro (Milà, 1838)
- Chiara di Montalbano (Milà, 1838)
- La solitaria delle Asturie (Odessa, 1845)
- L'amante di richiamo (amb Federico Ricci), 1846)
- Il birraio di Preston (Florència, 1847)
- Crispino e la Comare (en col·laboració amb el seu germà Federico sobre un llibret de Francesco Maria Piave) (Venècia San Benedetto 28 de febrer de 1850)
- La festa di Piedigrotta (Nàpols, 1852)
- Il diavolo a quattro (Teatro Armonia, Trieste, 1859)
- Piedigrotta (1850; sobre un llibret de Marco D'Arienzo)

## Dedicacions
Algunes de les obres anteriors foren dedicades al tenor i amic seu, el florentí Napoleone Moriani (1808-1878).